# Governatorato di Elizavetpol'
Il Governorato di Elizavetpol' (in russo Елизаветпольская губерния?) fu una gubernija dell'Impero russo, che occupò un territorio ora diviso tra Azerbaigian e Armenia, con capoluogo Elizavetpol'.